# 长谷部忠
长谷部忠（日语：長谷部 忠/はせべ ただす，1901年7月2日—1981年11月1日），是日本朝日新闻社社长。他從朝日新聞社退休後又出任東京都知事美濃部亮吉設立的都行財政臨時調査会長。